# Run for Cover
Run for Cover es el sexto álbum de estudio del guitarrista norirlandés de blues rock y hard rock Gary Moore, publicado en 1985 por el sello Virgin Records. Al igual que Corridors of Power de 1982 es uno de los más pesados del músico ya que la gran mayoría de sus temas están cargados al heavy metal, pero aun así contiene cortes más suaves como algunas power ballads.
Obtuvo el puesto 12 en la lista UK Albums Chart del Reino Unido y además fue certificado con disco de plata por la British Phonographic Industry, tras superar las 60 000 copias vendidas. Mientras que en los Estados Unidos alcanzó el puesto 146 en los Billboard 200. A su vez y para promocionarlo fueron lanzados los sencillos «Out in the Fields» que se posicionó en el quinto lugar de los UK Singles Chart y una nueva versión de «Empty Rooms» que obtuvo el puesto 23 en dicha lista.
Cabe señalar que para su grabación Gary llamó a varios de sus amigos como el líder de Thin Lizzy, Phil Lynott, el exvocalista de Deep Purple, Glenn Hughes y al exbajista de Uriah Heep, Bob Daisley, entre otros.
En 2002 fue remasterizado con tres pistas adicionales; una versión regrabada del clásico de Thin Lizzy «Still in Love With You», una versión en vivo de «Murder in the Skies» y un cover también en vivo de «Stop Messin' Around» de Fleetwood Mac, ambas grabadas en el Ulster Hall de Belfast el 17 de diciembre de 1984.

## Lista de canciones
Todas las canciones escritas por Gary Moore, a menos que se indique lo contrario.

| N.º | Título                     | Escritor(es)  | Duración |  |
| 1.  | «Run for Cover»            |               | 4:13     |  |
| 2.  | «Reach for the Sky»        |               | 4:46     |  |
| 3.  | «Military Man»             | Lynott        | 5:40     |  |
| 4.  | «Empty Rooms»              | Moore, Carter | 4:17     |  |
| 5.  | «Out of My System»         |               | 4:01     |  |
| 6.  | «Out in the Fields»        |               | 4:17     |  |
| 7.  | «Nothing to Lose»          |               | 4:41     |  |
| 8.  | «Once in a Lifetime»       |               | 4:18     |  |
| 9.  | «All Messed Up»            | Moore, Carter | 4:52     |  |
| 10. | «Listen to Your Heartbeat» |               | 4:31     |  |

| Pistas adicionales en remasterización de 2002 |                                                          |              |          |  |
| N.º                                           | Título                                                   | Escritor(es) | Duración |  |
| 11.                                           | «Still in Love With You»                                 | Lynott       | 5:59     |  |
| 12.                                           | «Murder in the Skies» (en vivo)                          |              | 4:09     |  |
| 13.                                           | «Stop Messin' Around» (cover de Fleetwood Mac - en vivo) | Peter Green  | 5:23     |  |

## Músicos
- Gary Moore: voz y guitarra líder
- Neil Carter: teclados, guitarra rítmica y coros
- Glenn Hughes: bajo y coros
- Phil Lynott: bajo y co-voz principal en «Military Man», «Out in the Fields» y «Still in Love With You»
- Don Airey: teclados en «Military Man» y «Out in the Fields»
- Paul Thompson: batería en «Out of My System» y «Nothing to Lose»
- Bob Daisley: bajo en «Once in a Lifetime»
- Gary Ferguson: batería en «Run for Cover», «Once in a Lifetime» y «All Messed Up»
- Charlie Morgan: batería en «Reach for the Sky», «Military Man» y «Out in the Fields»
- James Barton: batería en «Listen to Your Heartbeat»